# Dan yr Ogof

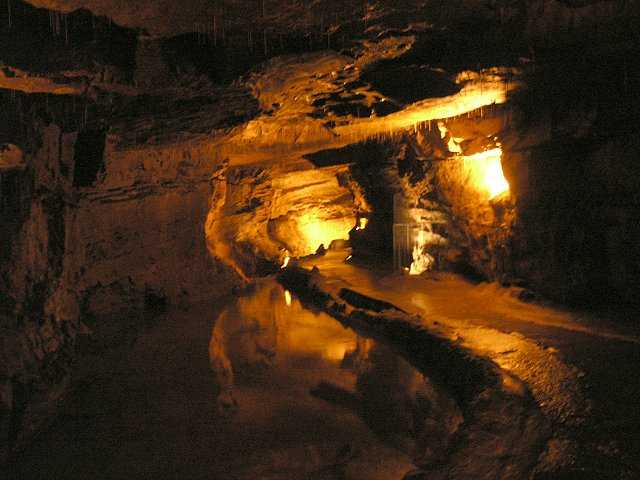
Cathedral Cave

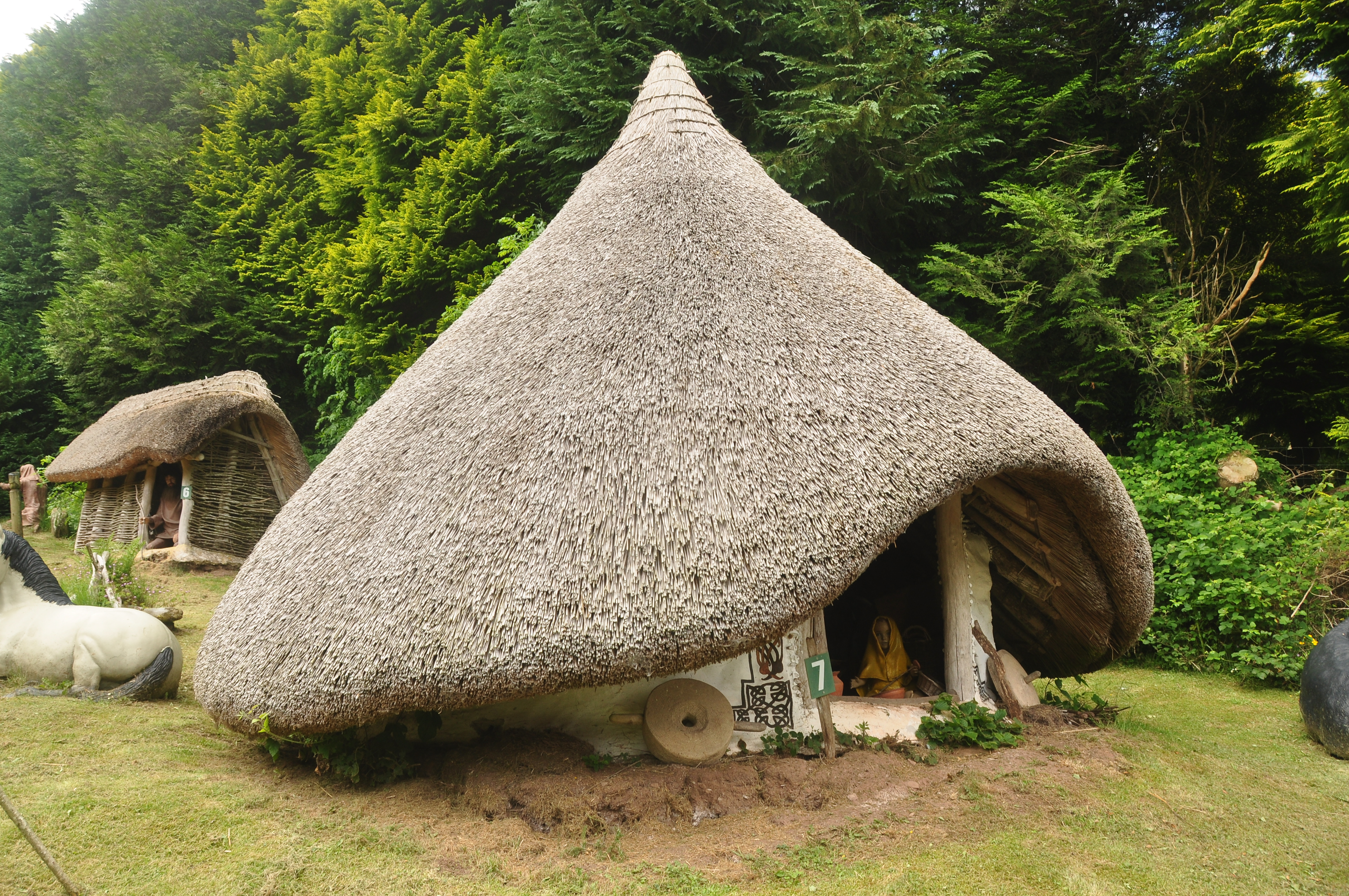
Eiszeitliches Rundhaus mit Reetdach im Dinosaurierpark beim Höhlensystem

Dan yr Ogof, auch als The National Showcaves Centre for Wales bekannt, ist ein etwa 17 Kilometer langes Höhlensystem etwa acht Kilometer nördlich von Ystradgynlais im Bannau-Brycheiniog-Nationalpark im Süden von Wales. Hauptmerkmal des Komplexes, von dem behauptet wird, dass er der größte in Europa sei, sind drei unterschiedliche Schauhöhlen, deren jeweils vordere Abschnitte für die Öffentlichkeit zugänglich sind:
- die Dan-yr-Ogof-Höhle mit ihren Wasserfällen, dem See und den Alabastersäulen,
- die Bone-Cave-Höhle (auch Ogof-yr-Esgyrn), wo bei archäologischen Ausgrabungen die Knochen von etwa 42 Menschen, 7000 Jahre altem Rotwild sowie Knochennägel, Keramik, Eisen-, Bronze- und Silberringe, Münzen sowie Relikte aus der Zeit, als römische Legionen in der Gegend stationiert waren, ausgegraben wurden,
- die höhlenartige Cathedral Cave mit dem Dom und den 13 Meter hohen Wasserfällen.

Das Höhlensystem ist darüber hinaus ein Naturschutzgebiet und nur für Höhlenforschende offen. Nach einer Umfrage aus dem Jahr 2005 wird ist die Anlage unter den Naturwundern Britanniens die touristisch beliebteste, vor der Cheddar Gorge.